# Heroes Are Hard to Find
Heroes Are Hard to Find è il nono album del gruppo rock dei Fleetwood Mac, pubblicato nel 1974. Fu l'ultimo a presentare il chitarrista e cantante Bob Welch nel gruppo.

## Tracce
1. Heroes Are Hard to Find (McVie) – 3:35
2. Coming Home (Elmore James) – 3:52
3. Angel (Welch) – 3:55
4. Bermuda Triangle (Welch) – 4:08
5. Come a Little Bit Closer (McVie) – 4:45
6. She's Changing Me (Welch) – 2:58
7. Bad Loser (McVie) – 3:25
8. Silver Heels (Welch) – 3:25
9. Prove Your Love (McVie) – 3:57
10. Born Enchanter (Welch) – 2:54
11. Safe Harbour (Welch) – 2:32

## Formazione
- Bob Welch - chitarra, voce, vibrafono
- Christine McVie - tastiera, voce
- John McVie - basso
- Mick Fleetwood - batteria
- Sneaky Pete Kleinow - chitarra pedal steel in "Come a Little Bit Closer"